# Elsa Dreisig
Pour les articles homonymes, voir Dreisig.
Elsa Dreisig est une soprano franco-danoise née en 1991.

## Biographie

### Débuts
Elsa Dreisig est née en 1991. Elle est la fille d'Inge Dreisig, chanteuse d'opéra, et de Gilles Ramade, artiste lyrique, pianiste, auteur, compositeur et metteur en scène. Ses parents se sont rencontrés en chantant Pelléas et Mélisande. Elle voyage beaucoup et selon ses dires, jusqu'à l'âge de 6 ans, elle allait plus souvent à l'opéra qu'à l'école.
Elle fait dix ans de maîtrise, d'abord dans la maîtrise de l'Opéra royal de Wallonie, puis dans celle de l'opéra de Lyon. À l'âge de 17 ans, elle commence à travailler le chant au Conservatoire du 12e arrondissement de Paris puis au Conservatoire national supérieur de musique de Paris dans la classe de Valérie Guillorit, enfin, pendant un an, à la Hochschule für Musik de Leipzig dans la classe de Regina Werner.
Elle débute à la scène en 2013 dans Der Wildschütz de Lortzing à Leipzig, puis dans Semiramide de Hasse. Elle joue le rôle de Jenny en 2015 sur la scène du théâtre du Châtelet dans les Parapluies de Cherbourg de Michel Legrand, avec Natalie Dessay et Laurent Naouri. Elle gagne à 23 ans en 2015 le prix du 24e Concours International de Chant de Clermont-Ferrand, dont l'une des récompenses est le rôle de Rosine dans le Barbier de Séville en tournée en 2016 et 2017. Elle est remarquée dans cette prestation en 2016 à l'opéra de Clermont-Ferrand.
Elle intègre en 2015  l'Opéra Studio du Staatsoper de Berlin, sous la direction artistique de Daniel Barenboim. Elle y tient les rôles de la princesse dans Le Chat botté de César Cui, ceux de Pamina et Papagena dans La Flûte enchantée de Mozart. Elle entre dans la troupe du Staatsoper de Berlin en 2017.
Elle remporte plusieurs récompenses à ses débuts tels que le prix Neue Stimmen en 2015, le prix Jeune Soliste 2016 des radios francophones publiques qui lui permet de recevoir une bourse et d'avoir le soutien des antennes membres des RFP. Elle est consacrée révélation artiste lyrique de la même année aux Victoires de la musique classique puis reçoit le premier prix du Concours Operalia.

### Carrière internationale
Dès lors, la carrière d'Elsa Dreisig va se dérouler sur de nombreuses scènes de renommée internationale, à Berlin en priorité, mais aussi à l'Opéra de Paris, au Festival d'Aix-en-Provence, au festival de Salzbourg.
Elle est ainsi Micaela dans le très controversé Carmen mis en scène par Dmitri Tcherniakov à Aix-en-Provence l'été 2017, puis la même année, chante la voix de soprano dans la tournée de La Création de Haydn dirigée par Simon Rattle qui passe par la Philharmonie de Berlin, le festival de Salzbourg, celui de Lucerne, avant de se produire à la Philharmonie de Paris.
Puis l'année 2018, c'est au Staatsoper de Berlin, son port d'attache, qu'elle chante deux rôles importants, celui de Violetta dans la reprise de La traviata, mise en scène par Dieter Dorn puis en fin d'année, Dircé dans Médée mise en scène par Andrea Breth, sous la direction de Daniel Barenboim, aux côtés de Sonya Yoncheva qui opère alors également ses débuts dans le rôle-titre. Dans un entretien accordé au site de Forum Opera, Elsa Dreisig confie que « Dircé en réalité n’est pas un rôle pour moi ; je ne suis pas colorature, il y a cinq contre-ut dans les deux dernières pages. ». Elle terminera l'année 2018, toujours dans le cadre de ses contrats à Berlin, avec le rôle de Diane dans l'œuvre de Rameau, Hippolyte et Aricie. Elle participe également à la création, fin 2019, toujours à Berlin, de l'opéra Violetter Schnee (Neige violette) de Beat Furrer.
Après avoir chanté Pamina dans deux représentations de la reprise en 2017, de La Flûte enchantée mise en scène par Robert Carsen aux côtés du Tamino de Stanislas de Barbeyrac, Elsa Dreisig revient en 2018 à l'opéra de Paris dans le diptyque mis en scène par Laurent Pelly, créé en 2004, qui regroupe deux courtes œuvres lyriques comiques dont le Gianni Schicchi de Puccini où le soprano incarne Lauretta aux côtés du Rinuccio de Vittorio Grigolo. En 2019, elle réalise deux prises de rôle à l'opéra de Paris, celle de Zerlina dans le Don Giovanni mis en scène par Ivo Van Hope et celui d'Elvira des Puritani dans la reprise de la mise en scène de Laurent Pelly.
Les deux années suivantes sont marquées par les multiples abandons de projets dus aux fermetures de salle du fait de l'épidémie de COVID, et Elsa Dreisig se livre dans un entretien accordé à Forum Opera en janvier 2020, alors qu'elle prépare le rôle de Gilda pour un Rigoletto à l'opéra de Paris qui sera annulé. Elle retourne à la scène au Festival de Salzbourg, durant l'été 2021, pour un Cosi fan tutte, retransmis en direct, avec de nombreuses coupures du fait des contraintes sanitaires, où elle aborde le rôle de Fiordiligi.
Avec la reprise générale des activités de spectacle en 2021, Elsa Dreisig participe à la trilogie des trois Reines Tudor de Donizetti, projet mis en œuvre par Aviel Kahn pour le Grand Théâtre de Genève dont il est le directeur, avec la même équipe artistique sur trois années successives. Le premier opus, Anna Bolena est proposé fin 2021 et Elsa Dreisig incarne le rôle- titre aux côtés de la Giovanna Seymour de Stéphanie d'Oustrac, sous la direction de Stefano Montanari. L'année suivante, en décembre 2022, c'est au tour de Maria Stuarda, toujours proposé dans la mise en scène de Mariame Clément qui crée une continuité avec l'épisode précédent, Elsa Dreisig chantant cette fois la Reine Elisabeth.
Elsa Dreisig fait également une prise de rôle remarquée dans Salomé au festival d'Aix-en-Provence durant l'été 2022 dans la mise en scène d'Andrea Breth.
En juin et juillet 2023, aux côtés du Roméo de Benjamin Bernheim, elle est Juliette dans l'œuvre de Gounod à l'Opéra de Paris, mis en scène par Thomas Jolly et salué par la critique.

## Discographie et vidéographie
En mai 2018, Elsa Dreisig signe un contrat d'exclusivité chez Erato. Son premier CD solo, intitulé Miroirs, sort en octobre 2018, sur un programme d'airs d'opéra qui va de la comtesse des Noces de Figaro à Salomé, mais ne fait pas l'unanimité. Laurent Bury dans Forum opéra regrette « Hélas, toutes ces bonnes idées arrivent peut-être trop tôt dans la carrière de la soprano, qui n’a pas (encore) dans sa manche les atouts nécessaires. ». Pour Andreas Laska dans Res Musica, il s'agit au contraire d'une « Le récital, disons-le tout suite, est une grande réussite ». En janvier 2020, sort un deuxième CD solo, intitulé Morgen, où elle aborde de nombreux Lieder, dont les Quatre derniers de Richard Strauss, accompagnée au piano par Jonathan Ware. Un troisième CD solo sort en janvier 2022, Mo3art, des airs de Mozart avec le Kammerorchester Basel sous la direction de Louis Langrée : « C’est un album-concept, ou un album-gageure si on préfère : le même soprano chante les trois rôles féminins de Don Giovanni, ceux de Cosi fan tutte et ceux des Nozze di Figaro » selon Charles Siegel dans Forum Opera. Elsa Dreisig se produit en récital sur les mêmes programmes pour la promotion de ces trois albums solo.

## Récompenses
- Prix du jury et prix spécial du public au concours « Des Mots et des Notes » en 2012,
- Premier prix du concours « Ton und Erklärung », organisé par le Club de la Deutsche Wirtschaft, en 2014,
- Prix du public, prix du jeune public, prix du jeune espoir au concours de Clermont-Ferrand en 2015,
- Second prix Concours Reine Sonja 2015 à Oslo,
- Premier prix féminin et prix du public au concours « Neue Stimmen » en 2015 de la fondation Bertelsmann à Gütersloh,
- « Prix du jeune soliste 2016 des radios francophones publiques »[6],
- « Révélation artiste lyrique » aux Victoires de la musique classique 2016[37]
- Premier prix du concours Operalia 2016 dont la finale s'est déroulée à Guadalajara au Mexique le 24 juillet 2016.
- Jeune artiste de l'année 2017, concours des International Classical Music Awards – ICMA[38].